# 다크 초콜릿

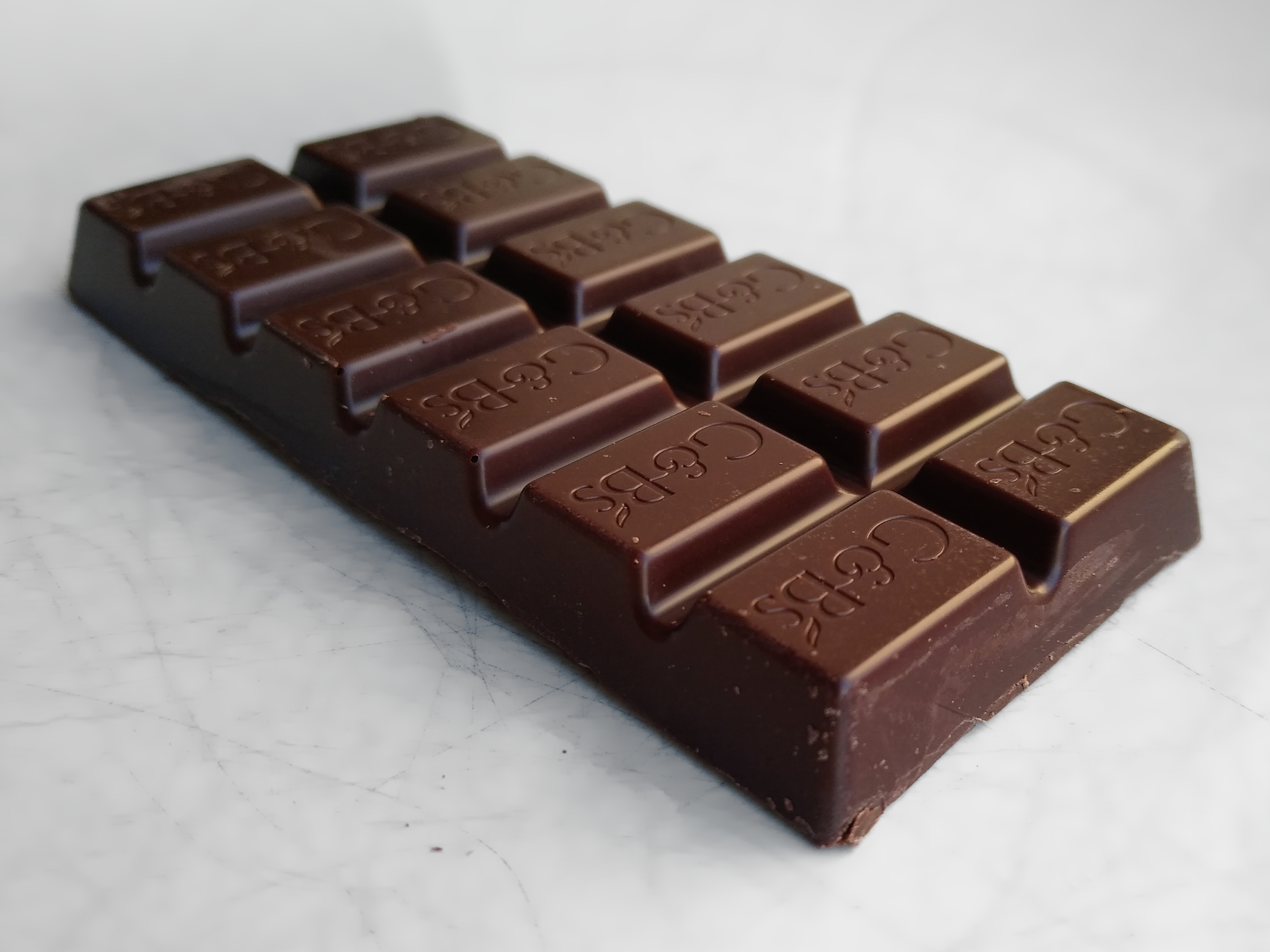
코코아 함량 70% 다크 초콜릿

다크 초콜릿(영어: dark chocolate)은 코코아 고형분, 코코아 버터, 설탕으로 만든 초콜릿의 한 종류이다. 감미료를 첨가하지 않은 다크 초콜릿은 비터 초콜릿(bitter chocolate) 또는 무가당 초콜릿(unsweetened chocolate)이라고 한다. 다크 초콜릿은 화이트 초콜릿이나 밀크 초콜릿과 비교했을 때 과학적 근거는 부족하지만 건강에 이롭다고 알려져 있으며, 세련된 초콜릿 선택으로 평가받고 있다. 밀크 초콜릿이나 화이트 초콜릿처럼 다크 초콜릿도 초콜릿 바를 만들거나 과자류의 코팅 재료로 사용된다.
다크 초콜릿이 명성을 얻게 된 것은 20세기 후반 프랑스의 쇼콜라티에들이 자국민의 입맛에 밀크 초콜릿보다 다크 초콜릿을 선호하도록 만든 노력 덕분이었다. 이러한 입맛이 미국 등 다른 국가로 전파되면서 테루아르, 빈투바 초콜릿 제조법, 고급 초콜릿과 같은 관련 가치도 함께 따라갔다. 코코아 함량이 높기 때문에 다크 초콜릿에는 납이나 카드뮴과 같은 중금속이 특히 많이 함유될 수 있다. 2024년 기준으로 다크 초콜릿 시장은 향후 4년간 연간 9% 이상 성장할 것으로 전망되며, 특히 유럽 시장의 성장이 이를 견인할 것으로 예상된다.
다크 초콜릿은 특유의 쓰고 강렬한 맛이 있으며, 다른 종류의 초콜릿과 비교했을 때 원료로 사용되는 코코아콩과 코코아 버터의 품질에 크게 좌우된다. 다크 초콜릿을 만드는 과정에는 혼합, 정제, 콘칭, 표준화 과정이 포함된다. 어떤 제품을 "다크 초콜릿"으로 표시할 수 있는지에 대한 정부와 업계의 기준은 국가와 시장에 따라 다르다. 다크 초콜릿은 플레인 초콜릿(plain chocolate)이라고도 하며, 변형에는 비터스위트(bittersweet), 세미스위트 초콜릿(semisweet chocolate)이 있다.

## 역사

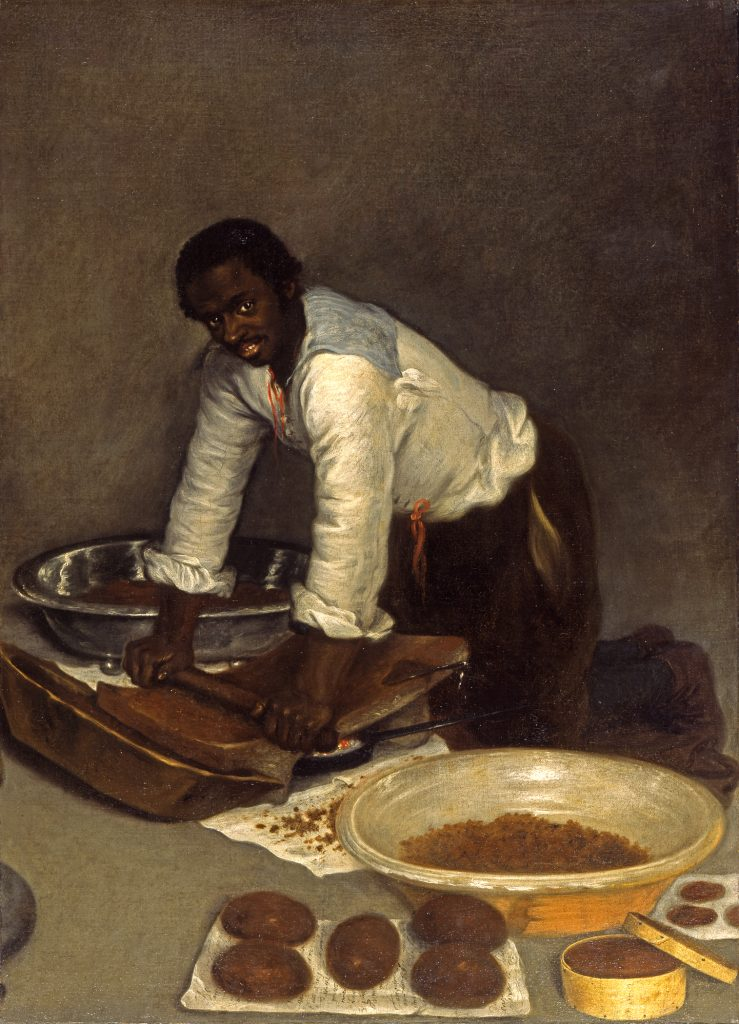
《맷돌과 맷돌손으로 카카오를 초콜릿으로 갈고 있는 남자》

카카오나무가 5000여 년 전 처음 재배되기 시작한 이후, 아메리카 원주민들은 카카오 음료를 만들기 시작했다. 비알코올성 카카오 음료가 언제 처음 소비되었는지는 불분명하나, 일부 학자들은 기원전 1650년경에 이미 소비되었다고 주장한다. 1520년경 스페인 정복자들이 처음 초콜릿을 맛보았을 때, 당시에는 다양한 종류의 카카오 음료가 있었는데, 그중 과테말라에서 만든 한 종류를 초콜릿이라고 불렀다. 이 지역이 16세기 후반 카카오의 주요 생산지가 되면서, 초콜릿이라는 단어는 모든 카카오 음료를 지칭하게 되었다. 유럽인들은 설탕을 비롯한 구세계의 재료를 초콜릿에 접목했고, 이를 유럽으로 가져온 뒤 상류층 사이에서 인기를 얻게 되었다. 이후 수세기에 걸쳐 초콜릿은 더욱 단순해지고 향신료의 사용도 줄어들었다.
1828년, 쿤라트 요하네스 판하우턴은 네덜란드식 코코아 제조 공정에 대한 특허를 받았는데, 이 특허로 코코아 리커에서 코코아 버터를 제거하여 대량 생산의 가능성을 열었다. 1847년, 영국의 초콜릿 제조사 프라이스가 최초의 현대식 초콜릿 바를 만들었고, 이후 100년 동안 콘칭과 템퍼링 등 새로운 기술이 도입되면서 초콜릿은 계속 발전했다. 1875년 현대식 밀크 초콜릿이 발명되면서 전통적인 초콜릿과 새로운 형태를 구분하기 위해 '다크 초콜릿'이라는 용어가 만들어졌다. 1899년 미국에서는 다크 초콜릿이 남성적인 것으로 여겨져 어린이에게는 부적절한 것으로 간주되었다. 세계대전 기간 동안에는 영양실조를 예방하기 위해 다크 초콜릿에 비타민 A, B1, B2, C, D, 나이아신, 때로는 칼슘이 첨가되었다. 1930년대와 1960년대부터 각각 영국의 초콜릿 제조사 로운트리스와 캐드버리는 광고에서 자사의 다크 초콜릿 제품을 상류층 여성과 연관 짓기 시작했다. 이 기획은 당시 시장 조사에서 노동자 계층이 밀크 초콜릿을 선호한 것과 달리 다크 초콜릿이 상류층에서 선호된다는 결과에 따른 것이었다.
1970년대 후반, 코코아 가격이 매우 낮았을 때, 쇼콜라티에 로베르 랭스의 주장에 따라 프랑스 미식가들의 입맛이 밀크 초콜릿을 멀리하고 다크 초콜릿을 강하게 선호하는 방향으로 바뀌었다. 그 다음 10년 동안 프랑스에서는 전국적인 캠페인을 통해 대중들이 정교한 풍미를 지닌 국산 다크 초콜릿을 감상할 수 있도록 하였다. 미식가들과 생산자들은 와인 감정에서 차용한 개념을 사용하여 함께 풍미 기준을 만들었다. 이 기준은 외국 기업들이 현지 쇼콜라티에들을 희생양 삼아 프랑스 제과 시장의 상당 부분을 장악한 것에 대한 대응이었다. 같은 시기에 고품질 다크 초콜릿은 테오브로민 함량으로 인해 향정신성 효과가 있으며 어쩌면 최음 효과도 있는 것으로 여겨지기 시작했다.
1990년대에는 대중적 지지를 얻은 프랑스의 풍미 기준이 미국으로 수출되었다. 출판된 가이드와 초콜릿 시음회에서 제시된 이러한 기준들은 테루아르, 원두 품종, 에스테이트 재배를 연상시켰다. 코코아 함량이 높고 후추, 생강, 회향과 같은 새로운 맛을 가진 초콜릿이 홍보되었다. 이러한 초콜릿은 이전에 소비되던 초콜릿보다 훨씬 비쌌다. 2000년대 후반이 되면 미국에서는 다크 초콜릿을 선호하는 것이 "까다로운 미각"의 표시로 여겨졌다.

## 특성
다크 초콜릿은 입자 크기와 지방, 레시틴 함량 때문에 밀크 초콜릿보다 단단하다. 다크 초콜릿은 테오브로민, 카페인, L-류신, 카테킨 플라보노이드를 함유한 코코아 매스의 비율이 더 높아서 밀크 초콜릿보다 더 쓰고 강렬한 맛을 낸다. 다른 종류의 초콜릿과 비교했을 때 풍미에 있어 코코아 원두의 품질이 더 중요하며, 가장 풍미가 좋은 코코아 버터는 다크 초콜릿용으로 따로 비축한다. 다크 초콜릿은 탄 맛, 초콜릿 맛, 훈제 맛, 견과류 맛, 신맛 등 다양한 풍미를 낼 수 있다. 이러한 풍미의 차이는 단일 원산지 코코아 원두를 사용한 다크 초콜릿에서 특히 두드러진다. 달콤하고 우유가 들어간 밀크 초콜릿의 맛은 흔히 즉각적인 매력을 느낄 수 있는 반면, 다크 초콜릿은 더 복잡한 풍미를 지니고 있어 후천적으로 맛을 들여야 하는 경우가 많다.
다크 초콜릿에는 풍미에 영향을 주는 60가지 화합물이 들어 있으며, 이 중 33가지가 특히 중요한 것으로 여겨진다. 염기성 및 중성 화합물은 "초콜릿" 맛을 내는 반면, 산성 화합물은 더 단맛을 내는 데 기여한다. 이러한 화합물 중 일부는 마이야르 반응의 산물이다. 일부 제조업체는 풍미를 향상시키기 위해 다크 초콜릿을 숙성시킨다. 최소 몇 주간 숙성하며, 더 오래 숙성하는 것이 바람직한지에 대해서는 의견이 분분하다. 코코아 고형분에 들어 있는 항산화 물질이 초콜릿을 보존하는 역할을 하며, 다크 초콜릿은 밀크 초콜릿보다 긴 약 2년의 유통기한을 가진다. 다크 초콜릿의 색상은 마호가니색에서 검은색까지 다양하다.

## 건강 효과

### 영양
다크 초콜릿의 영양소 구성은 탄수화물 46%, 지방 43%, 단백질 8%, 수분 1%이다(표 참조). 기준량 100그램(31⁄2온스)의 다크 초콜릿은 2,500킬로줄(600킬로칼로리)의 식품 에너지를 제공하며, 구리, 철분, 마그네슘, 망간, 인, 칼륨, 아연 등 여러 영양소가 일일 권장량(DV)의 20% 이상 함유된 풍부한 공급원이다(표 참조).

### 연구
다크 초콜릿이 대중적으로 건강식품으로 여겨지고 있지만, 코코아에 함유된 화합물이 혈압과 같은 생리학적 결과에 미치는 영향을 평가하기 위한 양질의 임상 연구는 제한적으로만 수행되었다. 하루 최대 105그램의 초콜릿과 670밀리그램의 플라보놀을 단기간 다량 섭취했을 때 혈압이 소폭(1-2mmHg) 변화하는 데 그쳤다. 그러나 최근 2024년의 한 연구에 따르면, 일주일에 5회 이상 다크 초콜릿을 섭취한 사람들은 제2형 당뇨병 발병 위험이 약 20% 낮은 것으로 나타났다.
다크 초콜릿에 함유된 플라바놀에는 카테킨과 에피카테킨이라는 단량체와 (상대적으로 적은 양의) 중합체 프로시아니딘이 포함되어 있으며, 이들은 여전히 실험실 연구 단계에 있다. 일부 제한된 연구에서 주장하는 효과를 얻기 위해 필요한 코코아 플라바놀을 섭취하려면 하루에 최소 약 4.75온스(135g)의 다크 초콜릿을 먹어야 하는데, 이는 상당량의 설탕과 포화지방 섭취를 동반한다. 초콜릿 업계, 특히 마스(Mars, Inc.)는 초콜릿을 건강식품으로 홍보하기 위한 연구에 자금을 지원해왔다. 1980년대 이후 마스는 코코아 플라바놀에 대한 150건 이상의 연구에 자금을 지원했으나, 2018년에는 더 이상 초콜릿을 건강식품으로 암시하지 않겠다고 밝혔다.
2021년에 실시된 초콜릿과 코코아의 건강 효과에 대한 체계적 문헌고찰에 따르면, 생리학적 결과를 평가하기 위한 양질의 연구는 여전히 수행되지 않은 상태였다. 관찰된 유일한 건강상의 효과는 지질 프로필의 개선이었으며, 대조군은 피부, 심혈관계, 신체계측, 인지 기능, 삶의 질 측면에서 유의미한 차이를 보이지 않았다.

### 중금속 함량
초콜릿, 특히 다크 초콜릿에는 상당량의 유해 중금속이 함유될 수 있는데, 특히 라틴아메리카의 코코아 농장 토양에 자연적으로 존재하는 카드뮴이 대표적이다. 유럽 연합 집행위원회는 코코아 함량이 50% 이상인 제품의 경우 카드뮴 함량을 0.8mg/kg으로, 코코아 함량이 30%-50%인 초콜릿의 경우 0.3mg/kg으로 제한하고 있다. 2019년 이러한 제한이 시행된 이후, 전 세계의 다른 관할 구역에서도 유사한 규정이 시행되었다. 캘리포니아주는 하루 최대 카드뮴 섭취량을 4.1마이크로그램으로 권장하고 있다.
2024년 2014년부터 2022년까지 미국의 다크 초콜릿과 코코아 샘플을 분석한 보고서에 따르면, 여러 샘플에서 프로포지션 65 수준을 초과하는 중금속이 검출되었다. 샘플의 43%가 납 함량 기준을 초과했으며, 35%가 카드뮴 함량 기준을 초과했다.

## 제조
다크 초콜릿은 주로 카카오 매스, 코코아 버터, 설탕을 조합하여 만든다. 다크 초콜릿을 만드는 기본 과정은 혼합, 정제, 콘칭, 표준화로 이루어진다. 혼합 단계에서는 멜랑저에서 초콜릿 리커를 설탕과 일부 코코아 버터와 함께 반죽이 형성될 때까지 섞는다. 초콜릿 블룸 형성을 지연시키기 위해 다크 초콜릿에 유지방을 넣는 경우가 많은데, 1-2%의 유지방이 함유된 다크 초콜릿은 블룸 현상이 지연된다. 일부 제조업체는 다크 초콜릿을 약간 부드럽게 만들고 풍미가 더 잘 나도록 하기 위해 유지방을 첨가한다. 상대적으로 점도가 낮은 다크 초콜릿은 제조 과정에서 다루기 가장 쉬운 초콜릿이다.
코코아 매스가 제대로 분쇄되었다면, 다크 초콜릿의 정제 과정은 주로 설탕을 갈아내는 것이다. 정제는 주로 초콜릿을 정제기에 통과시키는 것으로 이루어지는데, 이 기계는 코코아 매스를 다양한 너비로 설정된 큰 강철 롤러에 통과시켜 원하는 크기만큼 초콜릿 입자가 작아지고 코코아 매스가 고운 가루가 될 때까지 지방으로 감싼다. 다크 초콜릿을 더 곱게 정제하면 코코아 풍미가 더 강해지며, 다크 초콜릿의 이상적인 입자 크기는 35μm로 확인되었다. 코코아 매스 함량이 높은 다크 초콜릿은 코코아 버터 함량이 높아 롤러 정제 과정에서 문제가 발생할 수 있어 특별한 조치가 필요하다. 이러한 조치에는 적은 양의 코코아 매스로 정제를 시작하고 나머지는 콘칭 단계에서 통합하는 방법이 포함된다. 다른 대안으로는 코코아 가루를 사용하거나 볼밀에서 가공하는 방법이 있다.
콘칭기는 코코아 매스를 혼합하고 반죽하여 풍미와 질감을 변화시킨다. 다른 종류의 초콜릿보다 다크 초콜릿의 콘칭은 바람직하지 않은 풍미를 제거하는 데 더 중요하다. 다크 초콜릿은 다른 초콜릿보다 높은 온도인 158-180°F(70-82°C)에서 콘칭된다. 다크 초콜릿이 콘칭 과정에서 수분을 흡수하면, 예를 들어 밀크 초콜릿과 같은 공간에서 밀폐되지 않은 채로 콘칭될 경우, 다크 초콜릿이 바람직하지 않게 두꺼워지고 불쾌한 풍미가 생길 수 있다. 마지막 표준화 단계에서는 질감을 개선하기 위해 레시틴이나 PGPR과 같은 유화제를 첨가한다. 일부 제조업체는 향미료로 바닐라나 바닐린을 첨가한다. 원하는 수율이나 점도에 도달하기 위해 필요한 경우, 더 많은 코코아 버터를 첨가한 뒤 입자 크기와 식품 안전성에 대한 실험실 검사를 실시한다. 이러한 기준을 충족하면 고운 체를 통과시켜 덩어리를 제거한다. 다크 초콜릿을 템퍼링할 때는 유지방이 결정 격자 형성에 미치는 영향 때문에 밀크 초콜릿과 다른 온도 체계가 적용된다.

### 법적 요건
2000년 유럽연합 지침에 따르면, 다크 초콜릿은 최소 18%의 코코아 버터, 35% 이상의 총 건조 코코아 고형분, 최소 14%의 무지방 건조 코코아 고형분을 함유해야 한다. 2017년 기준으로 미국 식품의약국은 다크 초콜릿에 대한 표준 규격을 규제하지 않았는데, 이로 인해 일부 제품이 식물성 지방으로 만들어지고 소비자들이 건강 관련 주장에 오도되었다는 우려가 제기되었다.

## 시장

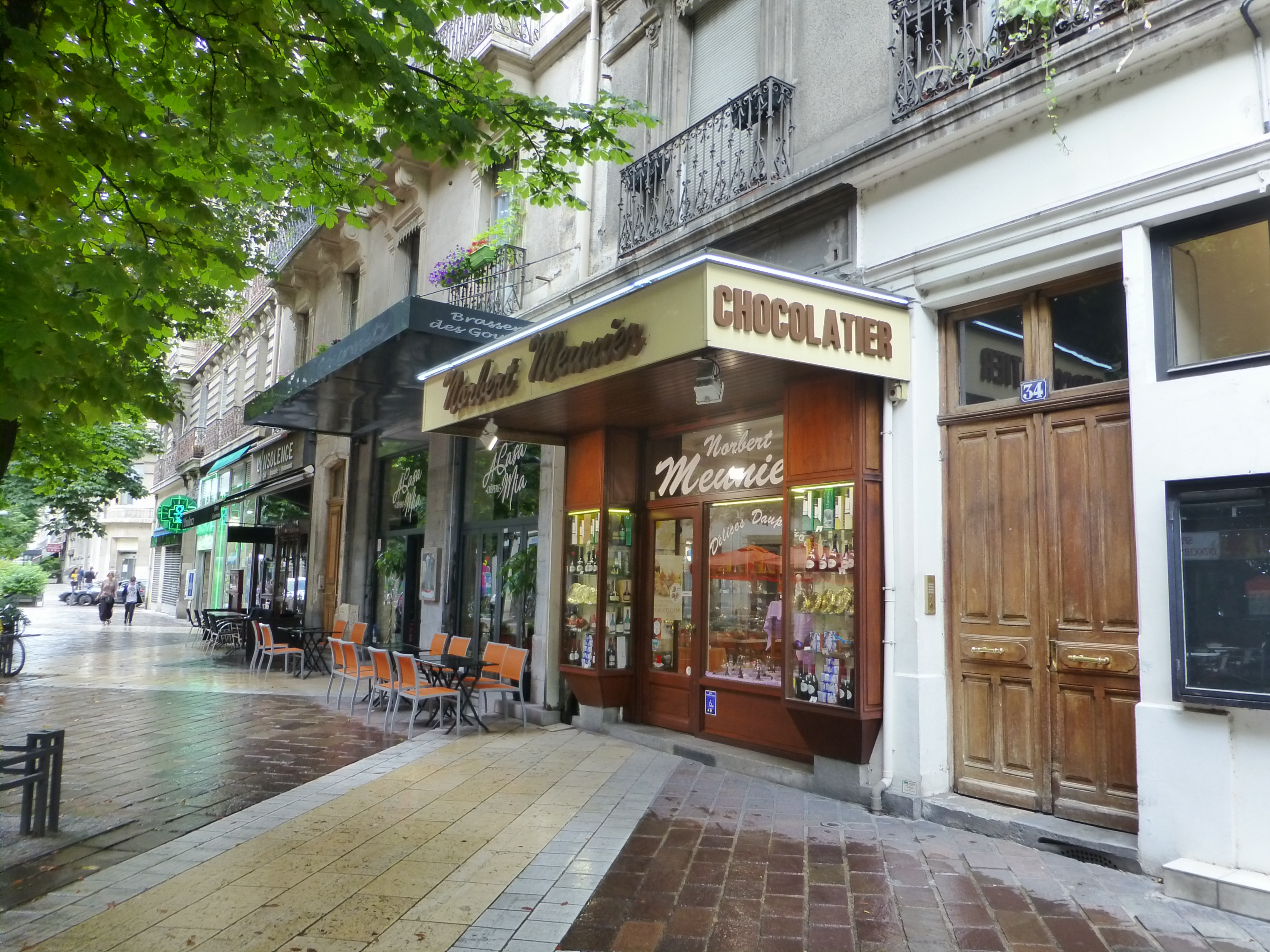
프랑스의 쇼콜라티에; 프랑스는 "다크 초콜릿의 본고장"으로 여겨진다.

2010년대에는 항산화 물질 함량이 암과 심혈관 질환의 위험을 낮춘다는 연구 결과에 따라 코코아 함량이 높은 다크 초콜릿에 대한 수요가 증가했다. 2019년 기준으로 단일 원산지 원두를 사용한 코코아 함량 70% 이상의 다크 초콜릿에 대한 수요가 증가하고 있었다.
프랑스는 "다크 초콜릿의 본고장"으로 여겨지며, 프랑스 업계에서는 특별히 가치 있는 초콜릿을 그랑 크뤼라는 용어로 부른다. 2018년 기준으로 프랑스의 소매업체와 다크 초콜릿 제조업체는 다크 초콜릿 제품의 코코아 공급망에서 발생하는 수익의 3분의 2 이상을 동등하게 나눠 가졌다. 2016년 기준으로 다크 초콜릿 시장은 미국과 영국보다 유럽 대륙에 더 집중되어 있었다. 생산된 초콜릿의 31%가 다크 초콜릿이었다. 2005년부터 2011년까지 미국의 다크 초콜릿 소비는 연간 9% 증가했다. 미국에서 다크 초콜릿 수요가 증가한 것은 건강에 좋다는 인식 외에도 소비자들이 전통적인 대량 생산 초콜릿을 넘어 선호도를 확장하는 추세 때문이기도 했다. 미국에서 이러한 성장은 밀크 초콜릿의 희생을 대가로 이루어졌다.
스위스 초콜릿 제조사 린트가 판매하는 초콜릿의 상당 부분은 70%, 85%, 90% 등 다양한 코코아 고형분 비율의 다크 초콜릿이다. 2024년 《다크 초콜릿 시장 조사》라는 제목의 시장 조사 보고서에서는 다크 초콜릿이 바, 블록, 조각, 덩어리, 봉봉, 기타 제과류 형태로 판매되는 것으로 확인되었다. 이러한 형태의 제품들은 간식으로 소비되거나 제과업체에서 사용되고 요리에도 활용되었다. 이 보고서는 유럽을 가장 큰 생산자 중 하나로 지목했으며, 전체 시장이 전년 대비 8% 이상 성장한 것으로 나타났다. 판매량의 약 3분의 1이 유기농 초콜릿에서 발생했으며, 시장은 코코아 원두 가격의 변동성에 영향을 받는 것으로 확인되었다.

## 변형

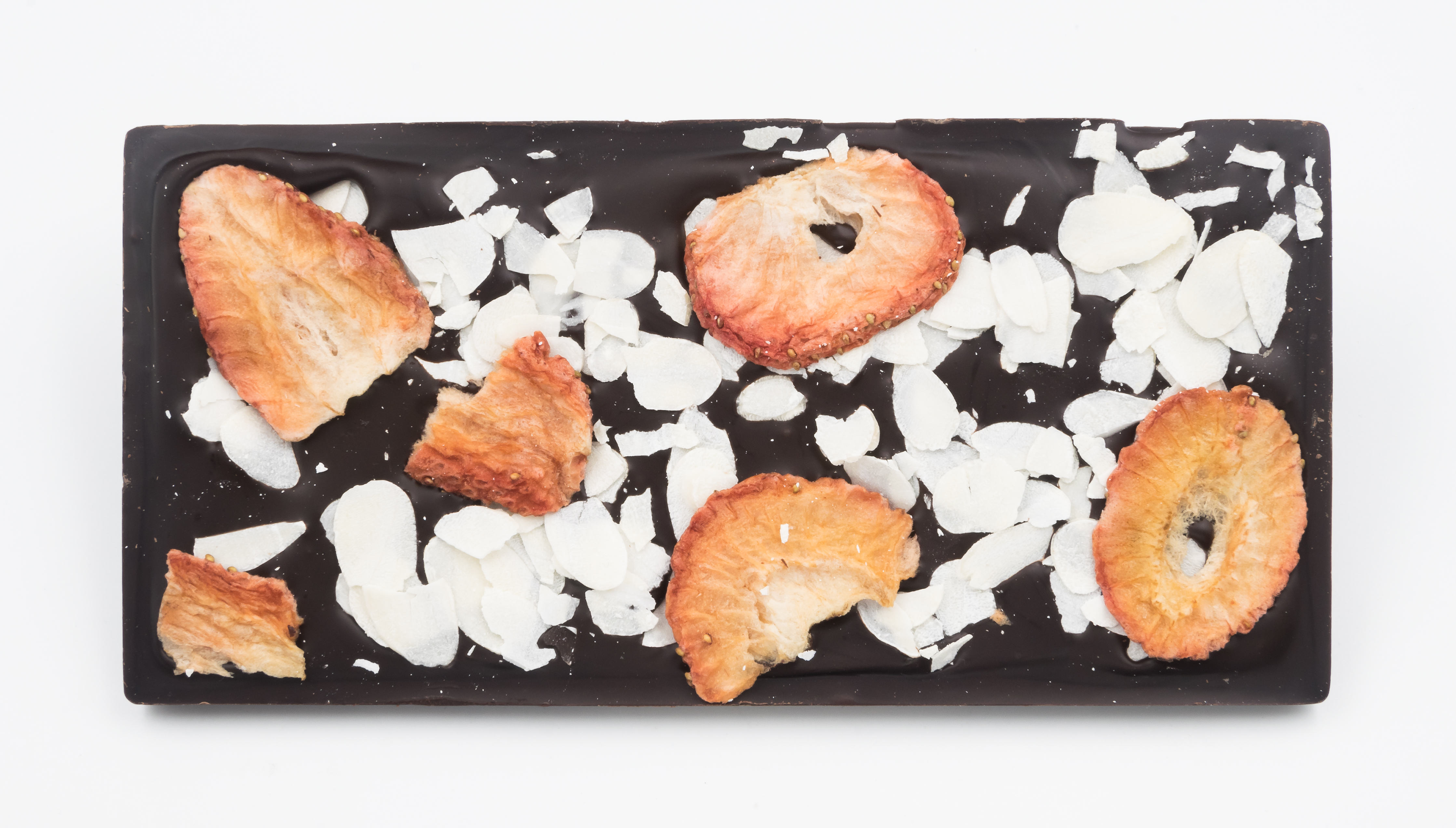
수제 고급 다크 초콜릿

저당 다크 초콜릿은 설탕 대신 당알코올인 말티톨을 사용하여 만드는데, 식이섬유 혼합물과 스테비아로 대체할 수도 있다. 《다크 초콜릿 시장 분석》(Dark Chocolate Market Analysis)에 따르면 '글루텐 프리'와 '고급' 다크 초콜릿 시장이 성장하고 있었다. '고급'으로 판매되는 다크 초콜릿은 풍미 코코아, 건조 과일을 사용하고 코코넛 설탕과 같은 설탕을 사용하여 만든 것으로 확인되었다. 확인된 다른 다크 초콜릿 종류로는 장인 초콜릿, 유기농 초콜릿, 밀크 초콜릿, 비건 초콜릿이 있었다. 견과류, 시리얼, 크림, 리큐어, 시럽을 첨가할 수 있다. 다크 초콜릿은 40%-100%까지 다양한 비율의 코코아 고형분을 함유하고 있다.
풍미 코코아, 즉 풍미나 다른 특성으로 인해 프리미엄을 주고 구매하는 코코아는 대부분 다크 초콜릿에 사용된다. 여기에는 단일 원산지 초콜릿이 포함된다. 단일 원산지 다크 초콜릿은 주로 에콰도르나 베네수엘라와 같은 국가에서 생산된다. 이러한 초콜릿에서는 과일 맛, 떫은맛, 신맛이 강조되는 반면, 추가 가공으로도 제거할 수 없는 훈제 맛과 곰팡이 맛은 피한다.

## 같이 보기
- 초콜릿
- 화이트 초콜릿
- 초콜릿 중독

## 참고문헌

### 서적
- Afoakwa, Emmanuel Ohene (2016년 4월 8일). 《Chocolate Science and Technology》. Wiley (publisher). ISBN 978-1-118-91378-9.
- Alberts, Heike C; Cidell, Julie (2016). 〈Chocolate Consumption, Manufacturing, and Quality in Europe and North America〉.   Squicciarini, Mara P; Swinnen, Johan. 《The Economics of Chocolate》. Oxford University Press. ISBN 978-0-19-179326-4.
- Bau, Frédéric (2008). 《Chocolate Fusion: Chocolate in Cuisine》 2 English판. Montagud Editores. ISBN 978-84-7212-117-1.
- Beckett, Stephen T (2019). 《The Science of Chocolate》 3판. Croydon, United Kingdom: Royal Society of Chemistry. ISBN 978-1-78801-235-5.
- Beckett, Stephen T; Paggios, Konstantinos; Roberts, Ian (2017). 〈Conching〉.   Beckett, Stephen T; Fowler, Mark S; Ziegler, Gregory R. 《Beckett's Industrial Chocolate Manufacture and Use》 5판. West Sussex, UK: Wiley. ISBN 978-1-118-78014-5.
- Coe, Sophie D.; Coe, Michael D. (2013). 《The True History of Chocolate》 3판. London: Thames & Hudson. ISBN 978-0-500-77093-1. OCLC 1085907808.
- Collins, Ross F. (2022). 《Chocolate: A Cultural Encyclopedia》. Santa Barbara, California: ABC-Clio. ISBN 978-1-4408-7607-3.
- Fowler, Mark S; Coutel, Fabien (2017). 〈Cocoa beans: from tree to factory〉.   Beckett, Stephen T; Fowler, Mark S; Ziegler, Gregory R. 《Beckett's Industrial Chocolate Manufacture and Use》 5판. West Sussex, UK: Wiley. ISBN 978-1-118-78014-5.
- Gordon, Bertram M. (2008). 〈Commerce, Colonies, and Cacao〉.   Grivetti, Louis Evan; Shapiro, Howard-Yana. 《Chocolate: History, Culture, and Heritage》. New Jersey: John Wiley & Sons, Inc. ISBN 978-0-470-41131-5.
- Hackenesch, Silke (2017). 《Chocolate and Blackness: A Cultural History》. University of Chicago Press. ISBN 978-3-593-50776-7.
- Hartel, Richard W; von Elbe, Joachim H; Hofberger, Randy (2018). 《Confectionery Science and Technology》. Cham, Switzerland: Springer Publishing. doi:10.1007/978-3-319-61742-8. ISBN 9783319617428.
- Kamphuis, Henri J; Fowler, Mark S (2017). 〈Production of cocoa mass, cocoa butter and cocoa powder〉.   Beckett, Stephen T; Fowler, Mark S; Ziegler, Gregory R. 《Beckett's Industrial Chocolate Manufacture and Use》 5판. West Sussex, UK: Wiley. ISBN 978-1-118-78014-5.
- Leissle, Kristy (2018). 《Cocoa》. Polity. ISBN 978-1-5095-1320-8. OCLC 988580966.
- Marsh, Shona; Rummel, Florian (2024). 〈Rheometry and Rheological Characterisation〉.   Rosenthal, Andrew J; Chen, Jianshe. 《Food Texturology: Measurement and Perception of Food Textural Properties》 2판. Cham, Switzerland: Springer Publishing. ISBN 9783031419003.
- Nestle, Marion (2018). 《Unsavory Truth: How Food Companies Skew the Science of What We Eat》. New York: Basic Books. ISBN 978-1-5416-1731-5.
- Presilla, Maricel E. (2001). 《The New Taste of Chocolate, Revised: A Cultural and Natural History of Cacao with Recipes》. New York: Ten Speed Press. ISBN 978-1-58008-950-0.
- Robertson, Emma (2009). 《Chocolate, Women and Empire: A Social and Cultural History》. Studies in Imperialism. Manchester University Press. ISBN 978-0-7190-9005-9.
- Skytte, Ulla P; Kaylegian, Kerry E (2017). 〈Ingredients from milk〉.   Beckett, Stephen T; Fowler, Mark S; Ziegler, Gregory R. 《Beckett's Industrial Chocolate Manufacture and Use》 5판. West Sussex, UK: Wiley. ISBN 978-1-118-78014-5.
- Stauffer, Marlene B (2017). 〈Quality control and shelf life〉.   Beckett, Stephen T; Fowler, Mark S; Ziegler, Gregory R. 《Beckett's Industrial Chocolate Manufacture and Use》 5판. West Sussex, UK: Wiley. ISBN 978-1-118-78014-5.
- Telly, Charles S (1997). 〈Chocolate—Its Quality and Flavor (Which Is the World's Best Chocolate?)〉. 《Chocolate: Food of the Gods》. Westport, Connecticut: Greenwood Publishing Group. ISBN 978-0-313-30506-1.
- Terrio, Susan J (2000). 《Crafting the Culture and History of French Chocolate》. University of California Press. ISBN 0-520-22125-7.
- Terrio, Susan (2016). 〈Visions of Excess: Crafting and Consuming Good Chocolate in France and the United States〉.   Wilkinson-Weber, Clare M; DeNicola, Alicia Ory. 《Critical Craft: Technology, Globalization, and Capitalism》. London and New York: Routledge. ISBN 978-1-4725-9485-3.
- Terrio, Susan (2014년 8월 28일). 〈French Chocolate as Intangible Cultural Heritage〉.   Brulotte, Ronda L; Di Giovine, Michael A. 《Edible Identities: Food As Cultural Heritage》. New York: Routledge. ISBN 978-1-4094-4263-9.
- Sampeck, Kathryn E; Thayn, Jonathan (2017). 〈Translating Tastes: A Cartography of Chocolate Colonialism〉.   Schwartzkopf, Stacey; Sampeck, Kathryn E. 《Substance and Seduction: Ingested Commodities in Early Modern Mesoamerica》. University of Texas Press. doi:10.7560/313862-006. ISBN 978-1-4773-1388-6.
- Snyder; Olsen, Bradley Foliart; Brindle, Laura Pallas (2008). 〈From Stone Metates to Steel Mills: The Evolution of Chocolate Manufacturing〉.   Grivetti, Louis Evan; Shapiro, Howard-Yana. 《Chocolate: History, Culture, and Heritage》. New Jersey: John Wiley & Sons, Inc. ISBN 978-0-470-41131-5.
- Thomas, Jonathan (2017). 〈The global chocolate confectionery market〉.   Beckett, Stephen T; Fowler, Mark S; Ziegler, Gregory R. 《Beckett's Industrial Chocolate Manufacture and Use》 5판. West Sussex, UK: Wiley. ISBN 978-1-118-78014-5.
- Wilson, Philip K; Hurst, W Jeffrey (2012). 《Chocolate as Medicine: A Quest over the Centuries》. Cambridge: Royal Society of Chemistry. ISBN 978-1-84973-411-0.
- Wohlmuth, Edward G (2017). 〈Recipes〉.   Beckett, Stephen T; Fowler, Mark S; Ziegler, Gregory R. 《Beckett's Industrial Chocolate Manufacture and Use》 5판. West Sussex, UK: Wiley. ISBN 978-1-118-78014-5.
- Ziegler, Gottfried (2017). 〈Flavour development in cocoa and chocolate〉.   Beckett, Stephen T; Fowler, Mark S; Ziegler, Gregory R. 《Beckett's Industrial Chocolate Manufacture and Use》 5판. West Sussex, UK: Wiley. ISBN 978-1-118-78014-5.
- Ziegler, Gottfried; Hogg, Richard (2017). 〈Particle size reduction〉.   Beckett, Stephen T; Fowler, Mark S; Ziegler, Gregory R. 《Beckett's Industrial Chocolate Manufacture and Use》 5판. West Sussex, UK: Wiley. ISBN 978-1-118-78014-5.

### 논문 및 보고서
- Comparative study on the distribution of value in European chocolate chains (보고서). Paris: Food and Agriculture Organization of the United Nations (FAO) and Bureau d’analyse sociétale pour une information citoyenne (BASIC). 2024.
- Dillinger, Teresa L.; Barriga, Patricia; Escárcega, Sylvia; Jimenez, Martha; Lowe, Diana Salazar; Grivetti, Louis E. (2000년 8월 1일). “Food of the Gods: Cure for Humanity? A Cultural History of the Medicinal and Ritual Use of Chocolate”. 《The Journal of Nutrition》 130 (8): 2057S–2072S. doi:10.1093/jn/130.8.2057S. ISSN 0022-3166. PMID 10917925.
- Graziano, Martha Makra (1998). “Food of the Gods as Mortals' Medicine: The Uses of Chocolate and Cacao Products”. 《Pharmacy in History》 40 (4). JSTOR 24319003.
- Gutiérrez, Tomy J (November 2017). “State-of-the-Art Chocolate Manufacture: A Review”. 《Comprehensive Reviews in Food Science and Food Safety》 16 (6): 1313–1344. doi:10.1111/1541-4337.12301. hdl:11336/32798. PMID 33371587.
- Hands, Jacob M; Anderson, Mark L; Cooperman, Tod; Balsky, Jared E; Frame, Leigh A (2024년 7월 31일). “A multi-year heavy metal analysis of 72 dark chocolate and cocoa products in the USA”. 《Frontiers in Nutrition》 11. doi:10.3389/fnut.2024.1366231. PMC 11321977 |pmc= 값 확인 필요 (도움말). PMID 39144282.
- James, Cyan (2018년 10월 5일). “Junk food, junk science?”. 《Science》 362 (6410): 38. Bibcode:2018Sci...362...38J. doi:10.1126/science.aau6602.
- Lanaud, Claire; Vignes, Hélène; Utge, José; Valette, Gilles; Rhoné, Bénédicte; Garcia Caputi, Mariella; Angarita Nieto, Natalia Sofía; Fouet, Olivier; Gaikwad, Nilesh; Zarrillo, Sonia; Powis, Terry G.; Cyphers, Ann; Valdez, Francisco; Olivera Nunez, S. Quirino; Speller, Camilla (2024년 3월 7일). “A revisited history of cacao domestication in pre-Columbian times revealed by archaeogenomic approaches”. 《Scientific Reports》 (영어) 14 (1): 2972. Bibcode:2024NatSR..14.2972L. doi:10.1038/s41598-024-53010-6. ISSN 2045-2322. PMC 10920634 |pmc= 값 확인 필요 (도움말). PMID 38453955.
- Martin, Carla D; Sampeck, Kathryn E (2015). “The bitter and sweet of chocolate in Europe”. 《Socio.hu Social Science Review》 5 (SI3): 37–60. doi:10.18030/socio.hu.2015en.37. eISSN 2063-0468.
- McShea, Andrew; Ramiro-Puig, Emma; Munro, Sandra B; Casadesus, Gemma; Castell, Margarida; Smith, Mark A (2008년 11월 1일). “Clinical benefit and preservation of flavonols in dark chocolate manufacturing”. 《Nutrition Reviews》 66 (11): 630–641. doi:10.1111/j.1753-4887.2008.00114.x. PMID 19019025.
- Powis, Terry G; Hurst, W Jeffrey; del Carmen Rodríguez, María; Ponciano, Ortíz C; Blake, Michael; Cheetham, David; Coe, Michael D; Hodgson, John G (April 2008). “The Origins of Cacao Use in Mesoamerica”. 《Mexicon》 30 (2): 35–38. JSTOR 23759545.
- Ried, K.; Sullivan, T. R.; Fakler, P.; Frank, O. R.; Stocks, N. P. (2017년 4월 25일). “Effect of cocoa on blood pressure”. 《The Cochrane Database of Systematic Reviews》 4 (4): CD008893. doi:10.1002/14651858.CD008893.pub3. PMC 6478304. PMID 28439881.
- Schifferstein, Hendrik N.J.; Kudrowitz, Barry M; Breuer, Carola (2022). “Food Perception and Aesthetics - Linking Sensory Science to Culinary Practice”. 《Journal of Culinary Science & Technology》 20 (4): 293–335. doi:10.1080/15428052.2020.1824833.
- Tan, Terence Yew Chin; Lim, Xin Yi; Yeo, Julie Hsiao Hui; Lee, Shaun Wen Huey; Lai, Nai Ming (2021년 8월 24일). “The Health Effects of Chocolate and Cocoa: A Systematic Review”. 《Nutrients》 13 (9): 2909. doi:10.3390/nu13092909. PMC 8470865. PMID 34578786.
- Vanderschueren, Ruth; Argüello, David; Blommaert, Hester; Montalvo, Daniela; Barraza, Fiorella; Maurice, Laurence; Schreck, Eva; Schulin, Rainer; Lewis, Caleb; Vazquez, José Luis; Umaharan, Pathmanathan; Chavez, Eduardo; Sarret, Geraldine; Smolders, Erik (2021). “Mitigating the level of cadmium in cacao products: Reviewing the transfer of cadmium from soil to chocolate bar”. 《Science of the Total Environment》 781: 146779. Bibcode:2021ScTEn.78146779V. doi:10.1016/j.scitotenv.2021.146779.